# Озолниеки (остановочный пункт)
О́золниеки (латыш. Ozolnieki) — остановочный пункт в одноимённом населённом пункте Озолниекской волости Озолниекского края, в 3 км к северо-востоку от города Елгавы  на электрифицированной железнодорожной линии Рига — Елгава, ранее являвшейся частью Риго-Орловской железной дороги.

## История
В 1929 году в посёлке Озолниеки был открыт остановочный пункт. Его наличие было вызвано хозяйственными потребностями близлежащего глиняного карьера Рижской цементной фабрики. В этом месте был организован перевалочный пункт, для перегрузки в вагоны широкой колеи грузов, прибывающих по узкоколейной ветке.
В том же году, для удобства работников и жителей посёлка, на этом месте стали останавливаться пассажирские поезда. Время в пути от станции Озолниеки до Риги составляет 40 минут, до Елгавы — 9 минут.
В 2023 году была произведена реконструкция остановочного пункта, в ходе которой построены новые более высокие платформы, более удобные для пассажиров, и павильоны ожидания на них, а старое здание станции с кассой было снесено.